# Mitsume ga Tōru
Mitsume ga Tōru (jap.: 三つ目がとおる) ist eine japanische Manga-Serie von Osamu Tezuka, die zwischen 1974 und 1978 veröffentlicht wurde. Der Manga wurde als Animeserie- und ein Animefilm sowie als Videospiel adaptiert. Sie wurde auch als Three-Eyed Prince bekannt.

## Inhalt
Hosuke Sharaku ist der letzte Hinterbliebene des Clans der Dreiäugigen und wuchs als Pflegekind bei Dr. Inumichi auf. Der kleine, schüchterne Hosuke verbirgt sein drittes Auge stets unter Bandagen oder einem Hut. Wegen seines Äußeren wird er in der Schule gehänselt. Wenn er sein drittes Auge freilegt, wird er selbstbewusster, aber auch arroganter und kann über die Macht seines wahren Selbst verfügen. Um mehr über seine Ahnen zu erfahren, müssen Hosuke Sharaku und seine Freundin Chiyoko, Tochter eines Priesters, mehr über die Schriften in geheimnisvollen Ruinen lernen. Die Kraft von Hosukes drittem Auge hilft ihnen dabei gegen Gefahren, die er mit der Macht seines wahren Selbst besiegen kann, ist aber auch eine Gefahr für die Menschheit. Sie lernen, dass Hosukes Mutter ihn in Pflege gegeben hatte, kurz bevor sie selbst starb. Und dass die Erde früher von seinem Volk beherrscht wurde, das weit intelligenter und fortschrittlicher war als die Menschen.

## Veröffentlichung
Der Manga erschien von August 1974 bis März 1978 im Magazin Shōnen Magazine bei Kodansha. Der Verlag brachte die Kapitel auch gesammelt in 13 Bänden heraus. Eine französische Übersetzung erschien bei Asuka Comics, eine italienische bei J-Pop.

## Anime
Die Animeserie wurde von Tezuka Productions produziert. Regie führte Hidehito Ueda und das Drehbuch schrieb Mayori Sekijima. Das Charakterdesign stammt von Kazuhiko Udagawa, das Mechanical Design von Kimitoshi Yamane und die künstlerische Leitung lag bei Kazuo Okada und Tomoaki Matsumoto. Die Tonregie übernahm Satoshi Katō. Als Produzenten waren Kuniaki Ohnishi, Mitsunobu Konaga und Toshishige Arai verantwortlich.
Der Anime mit 48 je 24 Minuten langen Folgen lief vom 18. Oktober 1990 bis zum 26. September 1991 auf TV Tokyo. Es folgte eine Ausstrahlung auf den Philippinen, sowie eine chinesische Veröffentlichung und eine mit englischen Untertiteln per Streaming veröffentlichte Fassung.

### Synchronisation
| Rolle          | japanischer Sprecher (Seiyū) |
| -------------- | ---------------------------- |
| Hosuke Sharaku | Kazue Ikura                  |
| Chiyoko Wato   | Naoko Matsui                 |
| Dr. Kenmochi   | Shunsuke Shima               |
| Higeoyaji      | Kenichi Ogata                |
| Unmei          | Kazuo Kumakura               |

### Musik
Die Musik der Serie komponierte Toshiyuki Watanabe. Das Vorspannlied ist Hatena no Boomerang (はてなのブーメラン) von Tomoku Tokugaki. Der Abspann der Folgen 1–47 ist unterlegt mit Chotto mahō de bansōko (ちょっと魔法でばんそうこ), gesungen von Yasuna Nakajima. In der letzten Folge wurde das Abspannlied Friend von Chiemy gesungen.

### Animefilm
1985 kam der Fernsehfilm Akumatō no Purinsu: Mitsume ga Tōru heraus. Bei der Produktion von Toei Animation und Tezuka Productions führte Yuko Serikawa Regie. Das Drehbuch schrieb Haruya Yamazaki und die Musik wurde komponiert von Kazuo Otani. Shigetaka Kiyoyama war für das Charakterdesign und die Leitung der Animationsarbeiten verantwortlich.

## Videospiele
Mitsume ga Tōru (三つ目がとおる) ist ein Famicom-Spiel, das von Natsume produziert und 1992 von Takara Tomy veröffentlicht wurde.

## Rezeption
Laut Anime Encyclopedia war die Serie beziehungsweise ihre Hauptfigur Ergebnis des Versuchs von Tezuka, das Äußere von Elmer Fudd mit den Abenteuern eines Sherlock Holmes zu kombinieren. Davon zeugen auch zwei Nebenfiguren: „Sha-rak“ und sein Gehilfe „Wat-san“. Mitsume ga Tōru habe großen Einfluss auf die später entstandene Mangaserie 3×3 Augen gehabt.